# DRB Dribbling
DRB Dribbling es una marca argentina de artículos deportivos fundada en 1991 por Gerardo Abdala. Es propiedad de la compañía SportCom. Su ámbito de comercialización es en Argentina, Uruguay, Brasil, Estados Unidos y Chile.

## Productos
DRB fabrica una amplia gama de artículos deportivos. Sus primeros productos fueron pelotas. Actualmente fabrica también calzado y ropa deportiva, metegoles y equipamientos en general para deportes como fútbol, básquet, rugby, handbol, vóleibol y tenis, entre otros.